# Nirvana babai
Nirvana babai är en insektsart som beskrevs av Hajime Ishihara 1958. Nirvana babai ingår i släktet Nirvana och familjen dvärgstritar. Inga underarter finns listade i Catalogue of Life.